# Anderson, Texas
Anderson este un oraș în Grimes County, Texas, Statele Unite ale americii. Populația a fost de 222 de la recensământul din 2010.  Orașul și împrejurimile sale sunt listate în Registrul Național al Locurilor Istorice ca Anderson Historic District.
Orașul este numit dupa Kenneth Lewis Anderson, un vice-președinte al Republicii Texas , care a murit la Fanthorp Inn în anul 1845.